# Camouflage wz. 89 Puma

Le camouflage wz. 89 Puma est un motif de camouflage développé par l'armée polonaise en 1989. Il est utilisé entre 1989 et 1993. Il remplace le Camouflage wz.68 Moro. Contrairement à son prédécesseur il aurait dû obtenir un meilleur effet camouflant dans le paysage polonais. Néanmoins sa carrière ne dure que quatre ans. En 1993 le camouflage wz. 89 Puma est remplacé par le camouflage wz. 93 Pantera.

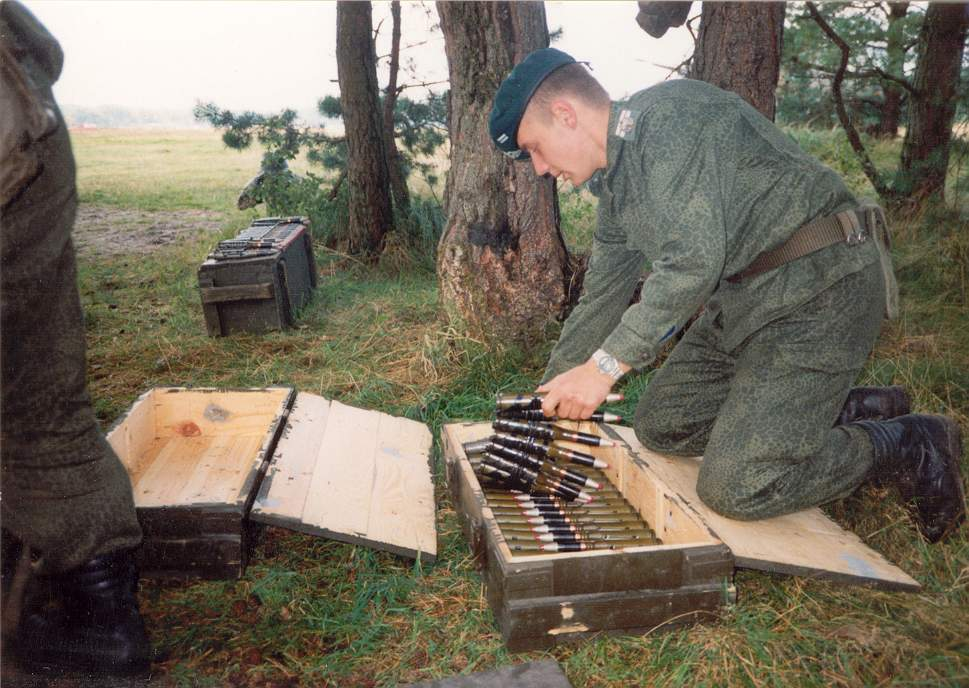
Soldat polonais revêtant une tenue en "Puma"